# كورنيليا أوباليندر
كورنيليا هان أوباليندر، حاصلة على الوسام الوطني الكندي وعلى وسام كولومبيا البريطانية، حازت أيضًا على دكتوراة فخرية في الحقوق (20 يونيو 1921- 22 مايو 2021)، وهي مهندسة تنسيق مواقع كندية، ألمانية المولد. أسست شركتها (كورنيليا هان أوباليندر لهندسة المواقع) عندما انتقلت إلى مدينة فانكوفر الكندية في عام 1953.
ساهمت كورنيليا خلال مسيرتها المهنية في تصميم العديد من المباني رفيعة المستوى، في كل من كندا والولايات المتحدة الأمريكية، من بين تلك الأعمال ساحة روبسون ومجمّع المحاكم القانونية في فانكوفر والمتحف الوطني الكندي وسفارة كندا في الولايات المتحدة وساحة المكتبة في مكتبة فانكوفر العامة ومتحف الأنثروبولوجيا في جامعة كولومبيا البريطانية ومبنى الجمعية التشريعية للأقاليم الشمالية الغربية في يلونايف.

## عائلتها وحياتها المبكرة
ولدت أوباليندر في مولهايم-أن- در- رور في ألمانيا، لبيآتي (جاسترو) وفرانز هان. كانت ابنة أخت العالِم التربوي كورت هان، مؤسس مدرسة قلعة سالم في ألمانيا، ومدرسة جوردونستون في اسكتلندا وكلية العالم المتحد الأطلسية في المملكة المتحدة؛ بالإضافة إلى أنها ابنة أخت إليزابيث جاسترو، عالمة الآثار الكلاسيكية الأمريكية المولودة في ألمانيا.
نمّت الأم بيآتي هان، الجنائنية التي ألفت كتابًا للأطفال حول البستنة، في ابنتها كورنيليا، حبًّا وتقديرًا عميقين للطبيعة منذ الصغر. فقد امتلكت حديقة صغيرة منذ أن كانت في الرابعة من عمرها، زرعت فيها البازلاء والذرة واختبرت مراقبة متعة نمو تلك النباتات. صرّحت أوباليندر في مقابلة مع ميختيلد مانوس، في محاولة لتتبع أصل اهتماماتها في عمارة تنسيق المواقع:
   «في الحادية عشرة من عمري... اطلعتُ على جدارية في استديو إحدى الفنانات. يظهر في هذه الجدارية نهر الراين وقرية مُتخيّلة. وحين سألتُ الفنانة عن تلك المساحات الخضراء في الجدارية، أخبرتني أنها متنزّهات. عندما عدتُ إلى المنزل، أخبرتُ والدتي بأنني «أريد أن أصبح مصممة حدائق». ومنذ تلك اللحظة كان تعليمي كله متجهًا إلى أن أصبح مهندسة تنسيق مواقع».
عندما أصبحت أوباليندر في عمر الثامنة عشرة، وكونها يهودية، هربت مع والدتها وأختها من الاضطهاد النازي بعد أعمال شغب «ليلة الكريستال» أو «ليلة البلور» في عام 1938 إلى إنجلترا. وهاجرن بعد ذلك إلى الولايات المتحدة في عام 1939.
امتلكت الأم مزرعة لإنتاج الخضر في نيوهامبشير خلال الحرب حيث عملت فيها أوباليندر. جاءت أوباليندر إلى الولايات المتحدة وكلها أمل باستكشاف الفرص التعليمية المهنية التي تضمنت إنشاء الحدائق والمساحات الخضراء، وسعت لتحقيق هذا الهدف في الكليات الأمريكية.

## تعليمها العالي وحياتها اللاحقة
حصلت أوباليندر في عام 1944 على درجة بكالوريوس من كلية سميث، وفي عام 1947، كانت من بين أوائل النساء اللواتي حصلن على درجات علمية في عمارة المواقع من كلية الدراسات العليا للتصميم في جامعة هارفارد. صرّحت في مقابلة لها مع جيني هول: «في الوقت الذي ذهبتُ فيه إلى كلية سميث، كانت النساء اللواتي أردن أن يصبحن مهندسات مواقع يذهبن إلى مدرسة كامبريدج، وهي جزء من جامعة هارفارد، لأنه وفي ذلك الوقت، لم تتمكن النساء من الالتحاق بجامعة هارفارد. ولكن تغيّر ذلك مع قيام الحرب، وفي عام 1943 كنتُ واحدة من أوائل النساء اللواتي قُبلن في كلية الدراسات العليا للتصميم في جامعة هارفارد». التقت أوباليندر بزوجها المستقبلي بيتر أوباليندر في نزهة صفيّة. كان زوجها مولودًا في فيينا وفرّ مع عائلته كذلك هربًا من النازيين في عام 1938. وحصل على درجة الدكتوراه في التخطيط الإقليمي من جامعة هارفارد.
بدأت أوباليندر العمل مع لويس كان وأوسكار ستونوروف في فيلاديلفيا ثم مع مهندس المواقع دان كيلي في فيرمونت. تزوجت من زوجها بيتر في عام 1953. وانتقلا إلى فانكوفر وأنجبا ثلاثة أطفال. كانت مهنة زوجها الأساسية مهندسًا معماريًا وبروفيسور كندا الأول في التخطيط الحضري والإقليمي.